# Макгоуэн, Уолтер
Уо́лтер Макго́уэн (англ. Walter McGowan; 13 октября 1942, Гамильтон — 15 февраля 2016, Эрдри) — британский боксёр, представитель наилегчайшей и легчайшей весовых категорий. Выступал на профессиональном уровне в период 1961—1969 годов, владел титулом линейного чемпиона мира и титулом чемпиона мира по версии журнала «Ринг», чемпион Великобритании и Британской империи, дважды был претендентом на титул чемпиона Европы по версии EBU.

## Биография
Уолтер Макгоуэн родился 13 октября 1942 года в городе Гамильтон, Шотландия.
Начинал свой путь в боксе как любитель. В 1961 году в наилегчайшей весовой категории одержал победу на чемпионате Великобритании, всего провёл на любительском уровне 124 боя.
Дебютировал среди профессионалов в августе 1961 года, победив своего первого соперника техническим нокаутом в третьем раунде. Второй бой тоже выиграл и в третьем боксировал за звание чемпиона Шотландии в наилегчайшем весе, но по итогам восьми раундов по очкам проиграл действующему чемпиону Джеки Брауну.
Несмотря на поражение, Макгоуэн продолжил активно выходить на ринг, одержал шесть побед подряд и в мае 1963 года взял реванш у Джеки Брауна, победив его нокаутом в двенадцатом раунде, при этом забрал у соперника сразу два титула: титул чемпиона Великобритании и титул чемпиона Британской империи. Затем он одержал несколько побед в рейтинговых поединках, защитил титул чемпиона Британской империи и в апреле 1964 года съездил в Рим, где боксировал с итальянцем Сальваторе Бурруни за звание чемпиона Европы по версии Европейского боксёрского союза (EBU). Тем не менее, забрать чемпионский пояс ему не удалось, по окончании пятнадцати раундов судьи отдали победу Бурруни.
После проигрыша в Италии Уолтер Макгоуэн поднялся до легчайшей весовой категории и продолжил с попеременным успехом выходить на ринг. В декабре 1965 года он пытался выиграть пояс чемпиона EBU в легчайшем весе, но вновь неудачно — в поединке с Томассо Галли была зафиксирована ничья. В июне следующего года Макгоуэн снова встретился с итальянцем Сальваторе Бурруни и взял у него реванш, завоевав титул линейного чемпиона мира, а также чемпиона мира по версии журнала «Ринг». На кону также должен был стоять титул чемпиона Всемирного боксёрского совета (WBC), однако незадолго до боя Бурруни лишили этого титула, так как он отказался боксировать с обязательным претендентом японцем Хироюки Эбихарой.
В сентябре 1966 года Макгоуэн по очкам победил соотечественника Алана Рудкина, получив тем самым титулы чемпиона Великобритании и чемпиона Британской империи в легчайшем весе. Тем не менее, чемпионом мира он оставался не долго, в декабре того же года в Таиланде его победил местный боксёр Чарчай Чионой. В дальнейшем Макгоуэн выиграл три рейтинговых боя и вновь встретился с тайцем в поединке за звание чемпиона мира, теперь уже на территории Великобритании. Чарчай Чионой вновь оказался лучше, победив техническим нокаутом в седьмом раунде. Вскоре британский боксёр лишился и британских национальных титулов, уступив в матче-реванше Алану Рудкину. Впоследствии выходил на ринг вплоть до 1969 года, завершив карьеру серией из шести побед подряд. Всего провёл на профессиональном уровне 40 боёв, из них 32 выиграл (в том числе 14 досрочно), 7 проиграл, в одном случае была ничья. В 2002 году вместе Кеном Бьюкененом введён в Шотландский зал спортивной славы. Член ордена Британской империи.
На пенсии проживал в городке Белсхилл, в последние годы испытывал серьёзные проблемы со здоровьем. Умер 15 февраля 2016 года в больнице города Эрдри в возрасте 73 лет.